# Una vita al top
Una vita al top è il primo album in studio del cantautore italiano Giancane, pubblicato il 20 novembre 2015 per l'etichetta Goodfellas Records.
L'album è stato ristampato in collaborazione con Woodworm il 21 ottobre 2016 con il titolo Una vita al top (Deluxe), contenente quattro tracce aggiuntive, tra cui il nuovo singolo La stessa estate (1996) e la versione demo di Vecchi di merda.

## Tracce

### Una vita al top(2015)
Testi e musiche di Giancane.
1. Hogan blu – 4:00
2. Ciao sono Giancane – 4:26
3. Vorrei essere te – 4:03
4. La vita – 3:23
5. Ma tu no – 2:45
6. Lunedì – 2:59
7. Vecchi di merda – 2:55
8. Come sei bella – 3:59
9. Fai schifo – 3:43
10. Pare che dorme – 1:12
11. Una vita al top – 4:18
12. [Ghost Track] – 3:20

Durata totale: 41:03

### Una vita al top (Deluxe)(2016)
Testi e musiche di Giancane.
1. Hogan blu – 3:59
2. Ciao sono Giancane – 4:26
3. Vorrei essere te – 4:03
4. La vita – 3:22
5. Ma tu no – 2:44
6. Lunedì – 2:58
7. Vecchi di merda – 2:55
8. Come sei bella – 3:59
9. Fai schifo – 3:43
10. Pare che dorme – 1:12
11. Una vita al top – 18:20
12. Riderà – 3:10
13. Pecora – 2:49
14. La stessa estate (1996) – 4:21
15. Vecchi di merda (demo) – 10:14

Durata totale: 72:15